# Iowában történt légi közlekedési balesetek listája
Az Iowában történt légi közlekedési balesetek listája mind a halálos áldozattal járó, mind pedig a kisebb balesetek, meghibásodások miatt történt, gyakran csak az adott légiforgalmi járművet érintő baleseteket is tartalmazza évenkénti bontásban.

## Iowában történt légi közlekedési balesetek

### 1968
- 1968. december 27., Sioux City. Az Ozark Air Lines légiközlekedési vállalat 650-es járata, egy McDonnell Douglas DC–9-10 típusú utasszállító repülőgépe felszállás közben lezuhant. A balesetben 3 fő sérült meg. A gép nem tudott rendesen felszállni, ezért a kifutópálya végén fáknak ütközött, amelyek megrongálták a pilótafülkét és a jobb szárnyat leszakították.[1]